# Faerie Tale
Faerie Tale este un roman fantasy al lui Raymond E. Feist, publicat prima oară în 1988.
Phil Hastings și familia sa tocmai s-au mutat înapoi în orașul natal al acestuia pentru puțină liniște și pace departe de Hollywood. Dar cum descoperă fiii săi gemeni, Sean and Patrick, lucrurile sunt mai complicate de atât. Gloria, mama lor, simte ceva, dar crede că problema este stresul cauzat de mutare. Gabbie, sora lor vitregă mai mare, face cunoștință cu bărbatul viselor ei, dar e tentată de asemenea de alți bărbați. Adânc în inima pădurii, Chestia Rea și Stăpânul ei sunt gata să rupă Pactul făcut în urmă cu sute de ani pentru a menține în pace lumea Umană și cea a Feelor. Doar crezând în nebunie și imposibil vor reuși să salveze ambele lumi de la a se lovi din nou.